# Рикошет (филм)
Рикошет (енгл. Ricochet, француски изговор рикоше) је филм из 1991. који је режирао Расел Малкахи, а у главним улогама су: Дензел Вошингтон, Џон Литгоу, Ајс-Ти, Кевин Полак и Линдзи Вагнер. 

## Радња
Ник Стајлс је недавно завршио полицијску академију. Случајно спречивши пљачку и ухапсивши криминалца Ерла Блејка на необичан начин, он постаје јунак ТВ вести. Како каријера и породични живот младог детектива расту, Блејк је опседнут осветом док је у затвору. Када се ослободи, он оживљава своје планове. Сада ће Стајлс морати не само да брани своје име и част, већ и да стави тачку на Блејкове криминалне активности.

## Улоге
| Глумац              | Улога                                |
| ------------------- | ------------------------------------ |
| Дензел Вошингтон    | Ник Стајлс                           |
| Џон Литгоу          | Ерл Толбот Блејк                     |
| Ајс Ти              | Одеса                                |
| Кевин Полак         | детектив Лари Дојл                   |
| Линдзи Вагнер       | окружни тужилац Присила „Хун“ Бримли |
| Шерман Хауард       | јавни бранилац Кили                  |
| Мери Елен Трејнор   | репортер Гејл Воленс                 |
| Викторија Дилард    | Алис Стајлс                          |
| Џон Ејмос           | Пречасни Стајлс                      |
| Мигел Сандовал      | Варгас, дилер дроге                  |
| Томас Розалес млађи | Гонзало, дилер дроге                 |
| Џеси Вентура        | Џејк Шевалски                        |

## Зарада
- Зарада у САД - 21.756.163 $